# 雷索希爾卡 (胡門齊市鎮)
48°43′2″N 26°37′40″E / 48.71722°N 26.62778°E
雷索希爾卡（烏克蘭語：Лисогірка），是烏克蘭的村落，位於該國西部赫梅利尼茨基州，由卡緬涅茨-波多利斯基區胡門齊市鎮負責管轄，始建於1770年，面積0.23平方公里，2001年人口387。